# 보난자 기프트 숍

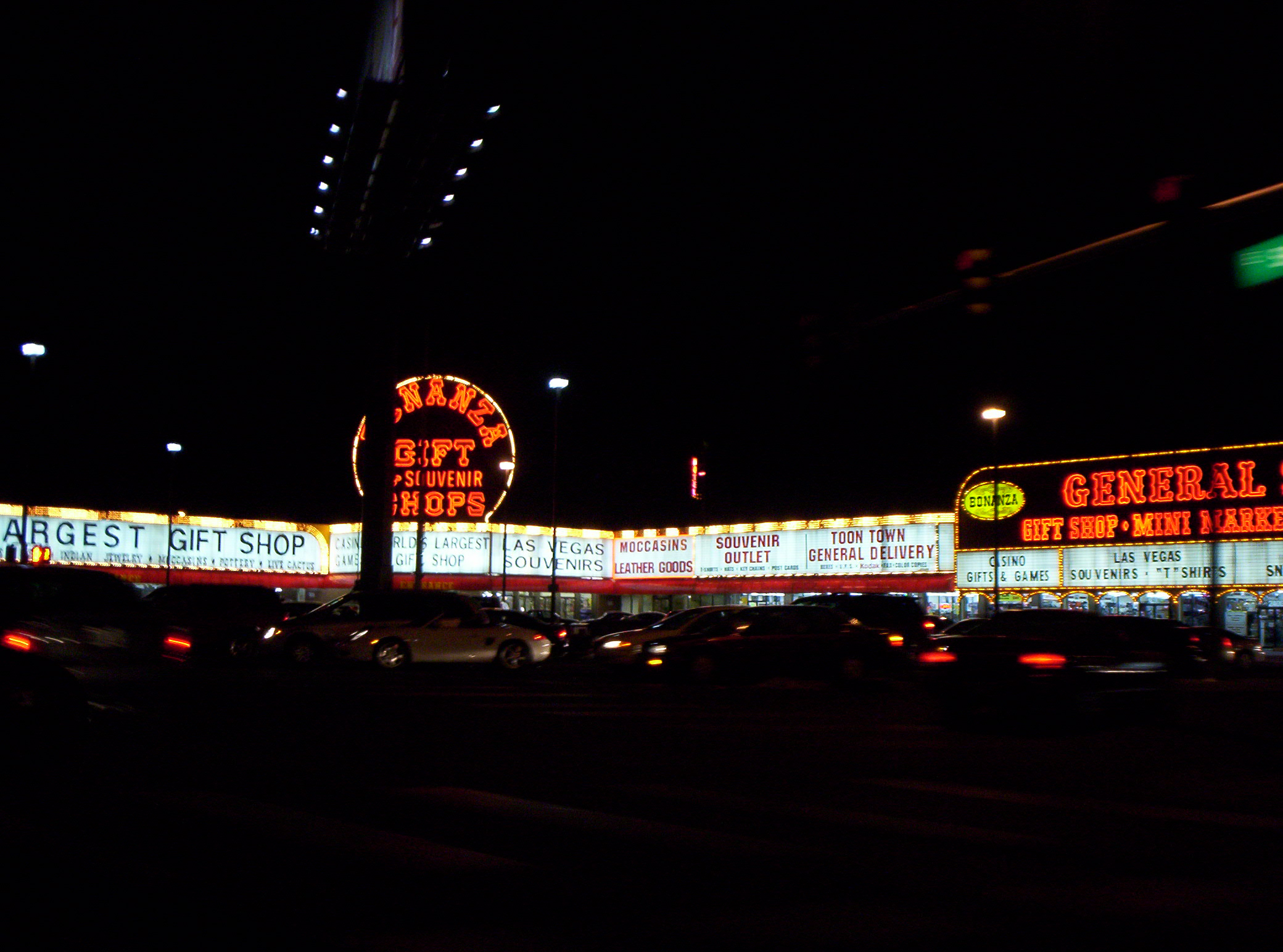
보낸자 기프트 숍

보난자 기프트 숍(Bonanza Gift Shop)은 스트래토스피어 라스베이거스와 사하라 호텔 앤 카지노 사이에 있는 랜드마크로, 상점들이 즐비해 있다. 1980년대 설립되었으며, 고잉 플레이스에 등장하였다.